# Ermita de Loreto d'Atzeneta del Maestrat
L'ermita de la mare de Déu de Loreto és un edifici religiós que es troba en la confluència de la plaça de Loreto i el carrer del Calvari d'Atzeneta del Maestrat (l'Alt Maestrat, País Valencià).
Està reconeguda com a Bé de Rellevància Local segons la Disposició Addicional Cinquena de la Llei 5/2007, de 9 de febrer, de la Generalitat, de modificació de la Llei 4/1998, d'11 de juny, del Patrimoni Cultural Valencià (DOCV Núm. 5.449 / 13/02/2007), presentant com a codi identificador el 12.04.001-005.

## Descripció històrica-artística
L'ermita de la mare de Déu de Loreto data del segle xvii, en concret de l'any 1602, malgrat que en la seua part externa poden veure's dues portes de fusta emmarcades en carreus treballats, que poden datar-se amb anterioritat, una d'elles és de 1596.
Existeix documentació que acredita que en aquest lloc es venerava a la Verge ja en 1628.
Es tracta d'una ermita situada dins del nucli urbà d'Atzeneta del Maestrat, i enfront d'ella es pot observar el conegut com “Peiró de Loreto”. Es tracta d'una creu de terme, esvelta columna de pedra situada, en aquest cas concret, sobre una graderia de tres graons amb sòcols circulars, en el qual se sol col·locar alguna imatge de Crist o de la mare de Déu, a vegades fins i tot de sants o simplement de la Santa Creu, com va haver de ser el cas del peiró de Loreto, però la Creu es va perdre durant la guerra del 36. Normalment se situen en els camins i eren llocs d'oració pels caminants que els transitaven, atès que l'ermita es va haver de trobar, quan es va construir en una de les entrades al nucli poblacional, el peiró es trobaria al moment de la seua construcció en una de les entrades al poble.
L'ermita és un petit temple de dos cossos amb una única coberta de teules àrabs a dues aigües. La seua construcció està feta en maçoneria, i compta amb un pòrtic format per arcs de mig punt en tres de les seues cares, encara que en l'actualitat només és utilitzable el central en haver-se tancat els laterals per construir un seient corregut en la seva part interior. A aquest pòrtic o atri obre la façana de l'ermita una finestra amb reixes, mentre que les portes d'accés al recinte sagrat se situen lateralment en cadascun dels paraments, sent aquestes portes petites i emmarcades per carreus.
L'ermita presenta una espadanya situada sobre el mur central, en un cavallet de la teulada justa en el lloc de confluència del temple i el pòrtic, que disposa d'una única campana, anomenada “Loreto” i datada en 1961.
Respecte al seu interior, destaca per estar totalment pintat en blanc, podent-se observar una volta de creueria, amb clau decorada en forma de querubí de pedra i una pica d'aigua beneita d'alabastre.